# Josh Christopher
Joshua Evan «Josh» Christopher (Carson, California, 8 de diciembre de 2001) es un jugador de baloncesto estadounidense que pertenece a la plantilla de los Miami Heat, con un contrato dual que le permite jugar además con su filial, los Sioux Falls Skyforce de la G League. Con 1,93 metros de estatura, juega en la posición de escolta.

## Trayectoria deportiva

### Universidad
Tras haber sido seleccionado en su etapa de instituto para disputar los prestigiosos McDonald's All-American Game, Jordan Brand Classic y Nike Hoop Summit, jugó una temporada con los Sun Devils de la Universidad Estatal de Arizona, en la que promedió 14,3 puntos, 4,7 rebotes, 1,4 asistencias y 1,5 robos de balón por partido.
El 31 de marzo de 2021, Christopher se declaró elegible para el draft de la NBA, renunciando a su elegibilidad universitaria restante.

#### Estadísticas
| Año     | Equipo        | PJ | PT | MPP  | %TC  | %3P  | %TL  | RPP | APP | ROB | TPP | PPP  |
| ------- | ------------- | -- | -- | ---- | ---- | ---- | ---- | --- | --- | --- | --- | ---- |
| 2020–21 | Arizona State | 15 | 15 | 29.7 | .432 | .305 | .800 | 4.7 | 1.4 | 1.5 | .5  | 14.3 |

### Profesional
Fue elegido en la vigesimocuarta posición del Draft de la NBA de 2021 por los Houston Rockets, equipo con el que firmó contrato el 7 de agosto.
Durante su segunda temporada en Houston, su participación en la rotación del equipo fue menor, teniendo menos minutos. El 8 de julio de 2023 llega a los Memphis Grizzlies en un intercambio entre cinco equipos, pero es cortado el 30 de septiembre.
El 13 de octubre de 2023, firma un contrato dual con Utah Jazz, pero fue despedido el 9 de enero de 2024, sin llegar a jugar para el equipo. Sin embargo, hizo 22 apariciones con el filial de la G League, los Salt Lake City Stars.
El 14 de enero de 2024 fichó por los Sioux Falls Skyforce. El 25 de julio firmó un contrato dual con los Miami Heat, equipo del que es filial los Skyforce.

## Estadísticas de su carrera en la NBA

### Temporada regular
| Año     | Equipo  | PJ  | PT | MPP  | %TC  | %3P  | %TL  | RPP | APP | ROB | TPP | PPP |
| ------- | ------- | --- | -- | ---- | ---- | ---- | ---- | --- | --- | --- | --- | --- |
| 2021-22 | Houston | 74  | 2  | 18.0 | .448 | .296 | .735 | 2.5 | 2.0 | .8  | .2  | 7.9 |
| 2022-23 | Houston | 64  | 2  | 12.3 | .465 | .236 | .750 | 1.1 | 1.0 | .5  | .2  | 5.8 |
| 2024-25 | Miami   | 14  | 0  | 4.9  | .355 | .183 | .667 | .6  | .6  | .4  | .2  | 2.0 |
| Total   | Total   | 152 | 4  | 14.4 | .451 | .273 | .737 | 1.8 | 1.5 | .7  | .2  | 6.5 |